# ボベダ
ボベダ（Bóveda）は、スペイン・ガリシア州ルーゴ県のムニシピオ（基礎自治体）。コマルカ・ダ・テーラ・デ・レモスに属す。ガリシア統計局によると、2012年の人口は1,589人（2010年：1,650人、2009年：1,669人）。住民呼称は、男女同形のbovedense。 
ガリシア語話者の自治体住民に占める割合は98.17%（2001年）。

## 地理
ボベダはルーゴ県の南部に位置し、コマルカ・ダ・テーラ・デ・レモスに属する。隣接する自治体は、北がパラデーラ、北から東がオ・インシオ、東がア・ポブラ・ド・ブロジョン、南がモンフォルテ・デ・レモス、西がオ・サビニャーオである。自治体中心地区はボベダ教区のボベダ地区。
ボベダはモンフォルテ・デ・レモス司法管轄区に属する

### 人口
住民は14の教区の57の（集落）に居住する。
| ボベダの人口推移 1900－2010                             |
|                                                         |
| 出典:INE（スペイン国立統計局）1900年 - 1991年、1996年 - |

## 政治
自治体首長はガリシア国民党（PPdeG）のホセ・マヌエル・アリアス・ロペス（José Manuel Arias López）、自治体評議員はガリシア国民党：6、ガリシア社会党（PSdeG-PSOE）：2、ガリシア民族主義ブロック（BNG）：1となっている（2011年5月22日の自治体選挙結果、得票順）。
| 1999年6月13日自治体選挙 |        |        |          |
| 政党                    | 得票数 | 得票率 | 獲得議席 |
| PPdeG                   | 963    | 64.37% | 7        |
| BNG                     | 265    | 17.71% | 2        |
| PSdeG-PSOE              | 243    | 16.24% | 2        |
| CNG                     | 16     | 1.07%  | 0        |

首長当選者：ホセ・マヌエル・アリアス・ロペス（PPdeG）
| 2003年5月25日自治体選挙 |        |        |          |
| 政党                    | 得票数 | 得票率 | 獲得議席 |
| PPdeG                   | 702    | 49.19% | 5        |
| IG                      | 355    | 24.88% | 2        |
| BNG                     | 229    | 16.05% | 1        |
| PSdeG-PSOE              | 131    | 9.18%  | 1        |

首長当選者：ホセ・マヌエル・アリアス・ロペス（PPdeG）
| 2007年5月27日自治体選挙 |        |        |          |
| 政党                    | 得票数 | 得票率 | 獲得議席 |
| PPdeG                   | 692    | 49.22% | 5        |
| PSdeG-PSOE              | 537    | 38.19% | 3        |
| BNG                     | 164    | 11.66% | 3        |
| PG                      | 4      | 0.28%  | 0        |

首長当選者：ホセ・マヌエル・アリアス・ロペス（PPdeG）
| 2011年5月22日自治体選挙 |        |        |          |
| 政党                    | 得票数 | 得票率 | 獲得議席 |
| PPdeG                   | 728    | 58.57% | 6        |
| PSdeG-PSOE              | 353    | 28.40% | 2        |
| BNG                     | 152    | 12.23% | 1        |

首長当選者：ホセ・マヌエル・アリアス・ロペス（PPdeG）

## 教区
ボベダは14の教区に分けられる。太字は自治体中心地区のある教区。
- ボベダ（サン・マルティーニョ）
- フレイトゥーシェ（サンティアーゴ）
- グンティン（サン・クリストーボ）
- マルティン（サン・クリストーボ）
- モステイロ（サン・パイオ）
- レメサール（サン・ショアン）
- リバス・ペケーナス（サンティアーゴ）
- ルビアン（サンティアーゴ）
- サン・フィス・デ・ルビアン（サン・フィス）
- テイラン（サンタ・バイア）
- トゥイミル（サンタ・マリーア）
- ベール（サン・ビセンソ）
- ビラルパーペ（サン・バルトロメウ）
- ビラルブシャン（サン・バルトロメウ）